# 羅皚
羅皚（越南语：／；？—1400年），即僧伽跋摩六世（Simhavarman VI），《明史》作閣勝，是占城第十四王朝的建立者，1390年至1400年在位。
羅皚原為占城國大將。1390年（洪武二十三年），占城王阿答阿者在與大越陳朝的交戰中陣亡，羅皚趁機歸國奪取王位。阿答阿者的兒子制麻奴㐌難、制山拏擔心被殺，出奔大越避難。
1391年（洪武二十四年），羅皚遣使向明朝朝貢。明太祖誤以為羅皚殺死阿答阿者篡位，惡其悖逆，退還貢品，不准入貢。直到1397年（洪武三十年），占城才再次向明朝貢。

## 腳註
1. ↑  《明史·外國列傳五》：時阿荅阿者失道，大臣閣勝懷不軌謀，二十三年弒王自立。明年遣太師奉表來貢，帝惡其悖逆，卻之。三十年後，復連入貢。

| 羅皚                         |                                  |                 |
| 無 原因：第十四王朝建立      | 占婆第十四王朝君主 1390年—1400年 | 繼任： 占巴的賴 |
| 前任： 制蓬峩 （第十三王朝） | 占婆國王 1390年—1400年           | 繼任： 占巴的賴 |